# Gizem Emre
Gizem Emre (*22. května 1995 Berlín, Německo) je německo-turecká herečka a modelka.

## Život a kariéra
Gizem vyrostla v berlínské čtvrti Kreuzberg jako dcera kurdských rodičů pocházejících z města Erzurum ve východním Turecku. Už během základní školy začala projevovat zájem o herectví a navštěvovala školní divadelní soubor. V sedmnácti letech se úspěšně přihlásila do herecké agentury, čímž odstartovala svou hereckou kariéru.
Debutovala v roce 2013 ve filmu Trinken oder Ausziehen. Téhož roku získala roli Zeynep v populární německé komedii Fakjů pane učiteli, která ji proslavila. V roce 2014 si zahrála ve filmu Den blbec. V roce 2015 dosáhla několika hereckých úspěchů. Objevila se ve dvou filmech, včetně pokračování Fakjů pane učiteli 2. Za tento film získala spolu s Jellou Haase a Lenou Klenke Bavorskou filmovou cenu v kategorii "Nejlepší mladá herecká skupina (objev)". Téhož roku přijala nabídku z USA a objevila se v epizodě úspěšného amerického seriálu Ve jménu vlasti. Roku 2014 se také poprvé objevila v německém seriálu Kobra 11. V roce 2017 vyšlo třetí pokračování Fakjů pane učiteli 3 a film High Society. Objevila se také v epizodách populárních seriálů, jako jsou Einsteinovy záhady a Großstadtrevier.
Gizem ráda tančí, cestuje, hraje tenis, jezdí na koni a zajímá se o módu. V roce 2017 předváděla pro Maybelline na Berlínském týdnu módy. Mluví německy, turecky a anglicky. Měří přibližně 165 cm a bydlí v rodném Berlíně.

## Filmografie
| Rok       | Název                                  | Role                            | Poznámky                         |
| --------- | -------------------------------------- | ------------------------------- | -------------------------------- |
| 2013      | Trinken oder Ausziehen                 | Elif                            |                                  |
| 2013      | Fakjů pane učiteli                     | Zeynep                          |                                  |
| 2014      | Den blbec                              | Sila                            |                                  |
| 2014–2022 | Kobra 11                               | Dana Wegner/Gerkhan (57 epizod) | TV seriál                        |
| 2015      | Ve jménu vlasti                        | Demet (1 epizoda                | TV seriál                        |
| 2015      | As If We Were Somebody Else            | Jess                            | krátkometrážní (studentský film) |
| 2015      | Super-Dad                              | Janette                         | TV film                          |
| 2015      | Fakjů pane učiteli 2                   | Zeynep                          |                                  |
| 2015      | Die Neue                               | Neriman                         | TV film                          |
| 2016      | Dimitrios Schulze                      | Samira El Fani                  | TV film                          |
| 2016      | SOKO München                           | Janina Admir (1 epizoda)        | TV seriál                        |
| 2016      | Muhteşem Yüzyıl: Kösem                 | Yasemin Hatun (7 epizod)        | TV seriál                        |
| 2017      | Großstadtrevier                        | Lale Topal (1 epizoda)          | TV seriál                        |
| 2017      | Zaun an Zaun                           | Aysel                           | TV film                          |
| 2017      | Familiye                               | žena na dvoře                   |                                  |
| 2017      | High Society                           | sestra Manuela                  |                                  |
| 2017      | Fakjů pane učiteli 3                   | Zeynep                          |                                  |
| 2017      | Einmal bitte alles                     | Linda                           |                                  |
| 2017      | Nico Santos & Broiler: Goodbye to Love |                                 | hudební video                    |
| 2018      | Letzte Spur Berlin                     | Miray Gökdal (1 epizoda)        | TV seriál                        |
| 2018      | Einsteinovy záhady                     | Zoe Williams (1 epizoda)        | TV seriál                        |
| 2019      | Die Spezialisten: Im Namen der Opfer   | Birte Idel (1 epizoda)          | TV seriál                        |
| 2021      | Blutige Anfänger                       | Iggy Malone (2 epizody)         | TV seriál                        |
| 2021      | Divoká republika                       | Michelle (1 epizoda)            | TV seriál                        |
| 2022      | Rumspringa                             | Ina                             |                                  |
| 2022      | It's Alive                             | Lara                            |                                  |
| 2023      | V ráji                                 | Eva                             |                                  |
| 2023      | Pulled Pork                            | Samira                          |                                  |
| 2023      | Die Macht der Kränkung                 | Aisha                           | TV minisérie                     |
| 2024      | Fakjů princezny                        | Zeynep                          | [ 3 ]                            |